# Derekh Hachem
 (mai 2018).
Derekh Hachem ou La voie de Dieu, est le premier code de Théologie juive selon la Kabbale, écrit dans les environs de 1730 par le Kabbaliste et théologien juif Rabbi Moché Haïm Luzzatto.

## Analyse de l'œuvre
Dans Derekh Hachem, Ramhal dissimule les grands thèmes de la Kabbale (Dieu, le but de la Création, la Providence, la Direction du monde, le mal, etc.) dans un discours philosophique qui présente les thèses de la théologie juive.
La Foi juive et le service divin y sont présentés comme un moment essentiel d'une vaste synthèse de la spiritualité juive. Œuvre impressionnante par le champ qu'elle couvre et par les questions qu'elle affronte. C'est un exposé savant du judaïsme, incluant toutes les facettes de la pensée juive authentique.

## Problématique
La forme sous laquelle les problèmes cruciaux sont posés et traités dans Derekh Hachem reflète une approche théocentrique, contrairement à Messilat Yecharim qui se veut anthropocentrique. Cet essai métaphysique ou théologique, qui se veut signifiant pour l'intellect, n'utilise ni la méthode cartésienne ni la méthode aristotélicienne pour prouver ses dires. Cet ouvrage majestueux se fonde exclusivement sur l'exégèse biblique, talmudique, midrashique et surtout kabbalistique : Zohar, Pirké Hékhalot, Ets Haïm du célèbre Ari zal, sont constamment présents. Aucune influence directe de la philosophie médiévale juive inspirée d'Aristote et du néo-platonisme n'y pénètre. Peu de références à Maïmonide et rien de la philosophie occidentale.
Deux problèmes essentiels prédominent dans le Derekh Hachem: les deux premières parties de l'ouvrage traitent des rapports entre Dieu et l'homme, les deux dernières des rapports entre l'homme et Dieu.